# Tiphotrocha
Tiphotrocha es un género de foraminífero bentónico de la subfamilia Rotaliammininae, de la familia Trochamminidae, de la superfamilia Trochamminoidea, del suborden Trochamminina, y del orden Trochamminida. Su especie tipo es Trochammina comprimata. Su rango cronoestratigráfico abarca el Holoceno.

## Discusión
Clasificaciones previas incluían Tiphotrocha en el suborden Textulariina del orden Textulariida. Otras clasificaciones lo han incluido en el orden Lituolida.

## Clasificación
Tiphotrocha incluye a las siguientes especies:
- Tiphotrocha comprimata
- Tiphotrocha concava
- Tiphotrocha convexoconcava
- Tiphotrocha cunicula
- Tiphotrocha minuta
- Tiphotrocha ucklonskyi